# Heffernia filipina
Heffernia filipina är en skalbaggsart som beskrevs av Antonio Vives 2005. Heffernia filipina ingår i släktet Heffernia och familjen långhorningar.
Artens utbredningsområde är Filippinerna. Inga underarter finns listade i Catalogue of Life.